# Giải thưởng sách Quốc gia 2021
Giải thưởng sách Quốc gia lần thứ 4 được tổ chức trong năm 2021. Có tổng cộng 24 cuốn sách được trao giải, bao gồm:

## Các giải thưởng

### Giải A
Giải A của Giải thưởng sách Quốc gia 2021 gồm có 2 tác phẩm đoạt giải, bao gồm:
- Súng, vi trùng và thép - Định mệnh của các xã hội loài người, tác giả: Jared Diamond, người dịch: Trần Tiễn Cao Đăng, Nhà xuất bản Thế giới, đơn vị liên kết: Công ty CP Sách Omega Việt Nam
- Chang hoang dã - Gấu, lời: Trang Nguyễn, tranh: Jeet Zdung, Nhà xuất bản Kim Đồng

### Giải B
Giải B của Giải thưởng sách Quốc gia 2021 gồm có 9 tác phẩm đoạt giải, bao gồm:
- Hồ Chí Minh - Biểu tượng của hòa bình, tình hữu nghị giữa Việt Nam và thế giới; nhóm tác giả: Trưởng Ban biên soạn PGS.TS Lê Văn Lợi, Ths Nguyễn Hồng Kỳ, người dịch: Nguyễn Mạnh Chương, Nhà xuất bản Chính trị Quốc gia Sự thật.
- Bộ sách gồm hai cuốn: Điện thần và nghi thức hầu đồng Việt Nam và Thánh Mẫu linh tiêm, tác giả Olivier Tessier (Tổ chức biên soạn), dịch và giới thiệu tập 1: Nguyễn Thị Hiệp, Marcus Durand, Philippe Papin, dịch và giới thiệu tập 2: Phạm Văn Ánh, Nguyễn Thị Hiệp, Nhà xuất bản Tổng hợp TP.HCM.
- Nghệ thuật Huế, tác giả: Léopold Michel Cadière, Edmond Gras, người dịch: Nguyễn Thanh Hằng, Nhà xuất bản Thế Giới, đơn vị liên kết: Công ty Cổ phần Văn hóa và Truyền thông Nhã Nam.
- Bài thơ của một người yêu nước mình, tác giả: Nhà thơ Trần Vàng Sao, Nhà xuất bản Hội Nhà văn, đơn vị liên kết: Công ty Cổ phần Văn hoá và Truyền thông Nhã Nam.
- Tinh hoa văn hóa xứ Thanh, tác giả: Hoàng Tuấn Phổ, Nhà xuất bản Thanh Hóa.
- Lướt cùng Tí Địa lí, tác giả Xuân Đài, Uyên Trương, Nhà xuất bản Kim Đồng.
- Loài Plastic - Khi nhựa trỗi dậy, tác giả: Team Loài Plastic (Nhóm tác giả), Nhà xuất bản Kim Đồng.
- Dạy con tài chính (sáu tập) (Song ngữ Việt Anh), nhóm tác giả Lê Thị Linh Trang, Ngô Thị Thanh Tiên, người dịch: Nguyễn Thị Tâm Thi, minh họa tập 1, 2, 3, 4: Hồ Thị Mỹ Anh, minh họa tập 5, 6: Trần Hải Nam, Nhà xuất bản Tổng hợp TP.HCM.
- Chuyện của anh em nhà Mem và Kya, tác giả: Nguyễn Quang Thiều, minh họa: Kim Duẩn, Nhà xuất bản Trẻ.

### Giải C
Giải C của Giải thưởng sách Quốc gia 2021 gồm có 13 tác phẩm đoạt giải, bao gồm:
- Bộ sách gồm hai cuốn: Giải quyết tranh chấp di chúc, thừa kế, hôn nhân và gia đình và Giải quyết tranh chấp quyền và nghĩa vụ về tài sản, tác giả: Luật sư Nguyễn An, Nhà xuất bản Hồng Đức.
- Con đường công nghiệp hóa trong thế kỷ XXI - Những thách thức mới và những mô hình nổi trội, tác giả: Adam Szirmai, Wim Naudé và Ludovico Alcorta (biên soạn), biên dịch: Nguyễn Văn Phúc, Nguyễn Đoan Trang, Nguyễn Xuân Điền, Nguyễn Linh Phương, hiệu đính: Nguyễn Văn Phúc, Vũ Thị Lanh, Nhà xuất bản Chính trị Quốc gia Sự thật.
- Nhà nước thế tục, tác giả: Đỗ Quang Hưng, Nhà xuất bản Chính trị Quốc gia Sự thật.
- Văn Miếu Việt Nam - Khảo cứu, tác giả: Trịnh Khắc Mạnh (Chủ biên), Dương Văn Hoàn, Nhà xuất bản Đại học Quốc gia Hà Nội.
- Ý thức về chủ quyền và lợi ích quốc gia của một số nhà cải cách ở khu vực Đông Á nửa cuối thế kỷ XIX - đầu thế kỷ XX, tác giả: Nguyễn Tiến Dũng, Nhà xuất bản Khoa học xã hội, đơn vị liên kết: Công ty TNHH Quốc tế Mai Hà.
- Triệu chứng học nội khoa (hai tập), nhóm tác giả: GS.TS. Ngô Quý Châu (Chủ biên) và các Đồng chủ biên gồm GS.TS. Đỗ Doãn Lợi, PGS.TS. Nguyễn Đạt Anh, PGS.TS. Đỗ Gia Tuyển, PGS.TS. Nguyễn Vĩnh Ngọc, PGS.TS. Phan Thu Phương, GS.TS. Phạm Quang Vinh, GS.TS. Phạm Thắng, PGS.TS. Nguyễn Thị Vân Hồng, PGS.TS. Nguyễn Khoa Diệu Vân, PGS.TS. Nguyễn Văn Liệu, GS.TS. Đỗ Doãn Lợi, PGS.TS. Nguyễn Đạt Anh, PGS.TS. Đỗ Gia Tuyển, PGS.TS. Nguyễn Vĩnh Ngọc, PGS.TS. Phan Thu Phương, GS.TS. Phạm Quang Vinh, GS.TS. Phạm Thắng, PGS.TS. Nguyễn Thị Vân Hồng, PGS.TS. Nguyễn Khoa Diệu Vân, PGS.TS. Nguyễn Văn Liệu, Nhà xuất bản Y học.
- Hướng dẫn chẩn đoán và điều trị một số bệnh ung bướu, tác giả: PGS. TS. Lương Ngọc Khuê, GS.TS. Mai Trọng Khoa (Đồng chủ biên), Nhà xuất bản Y học.
- Trả lời ngắn gọn những câu hỏi lớn, tác giả: Stephen Hawking, dịch giả: Nguyễn Văn Liễn, Nhà xuất bản Trẻ.
- Đội trinh sát và con chó Sara, tác giả: Trung Sỹ, Nhà xuất bản Lao, đơn vị liên kết: Công ty CP Văn hóa Truyền thông Sống.
- Người công giáo cộng sản, tác giả: Trần Việt Trung. Nhà xuất bản Văn học.
- Du hành giữa các văn bản - Nguyễn Huy Thiệp và xã hội Việt Nam sau 1975, tác giả: Nguyễn Văn Thuấn, Nhà xuất bản Đại học Huế.
- Cuốn sách về quyền lực - Nó là cái gì, ai có nó, và tại sao?, nhóm tác giả: Claire Saunders, Hazel Songhurst, Georgia Amson - Bradshaw, Minna Salami, Mik Scarlet, minh họa: Joelle Avelino, David Broadbent, biên dịch: Kim Ngọc, Nhà xuất bản Kim Đồng.
- Nâu Nâu thị thành - Xanh Xanh đồng quê, tác giả: Mo Willems, minh họa: Jon J Muth, biên dịch: Hoài Anh. Nhà xuất bản Hà Nội, đơn vị liên kết: Công ty CP Thương mại và Xuất nhập khẩu Ngọc Ánh - Crabit Kidbooks.